# Партійна демократія

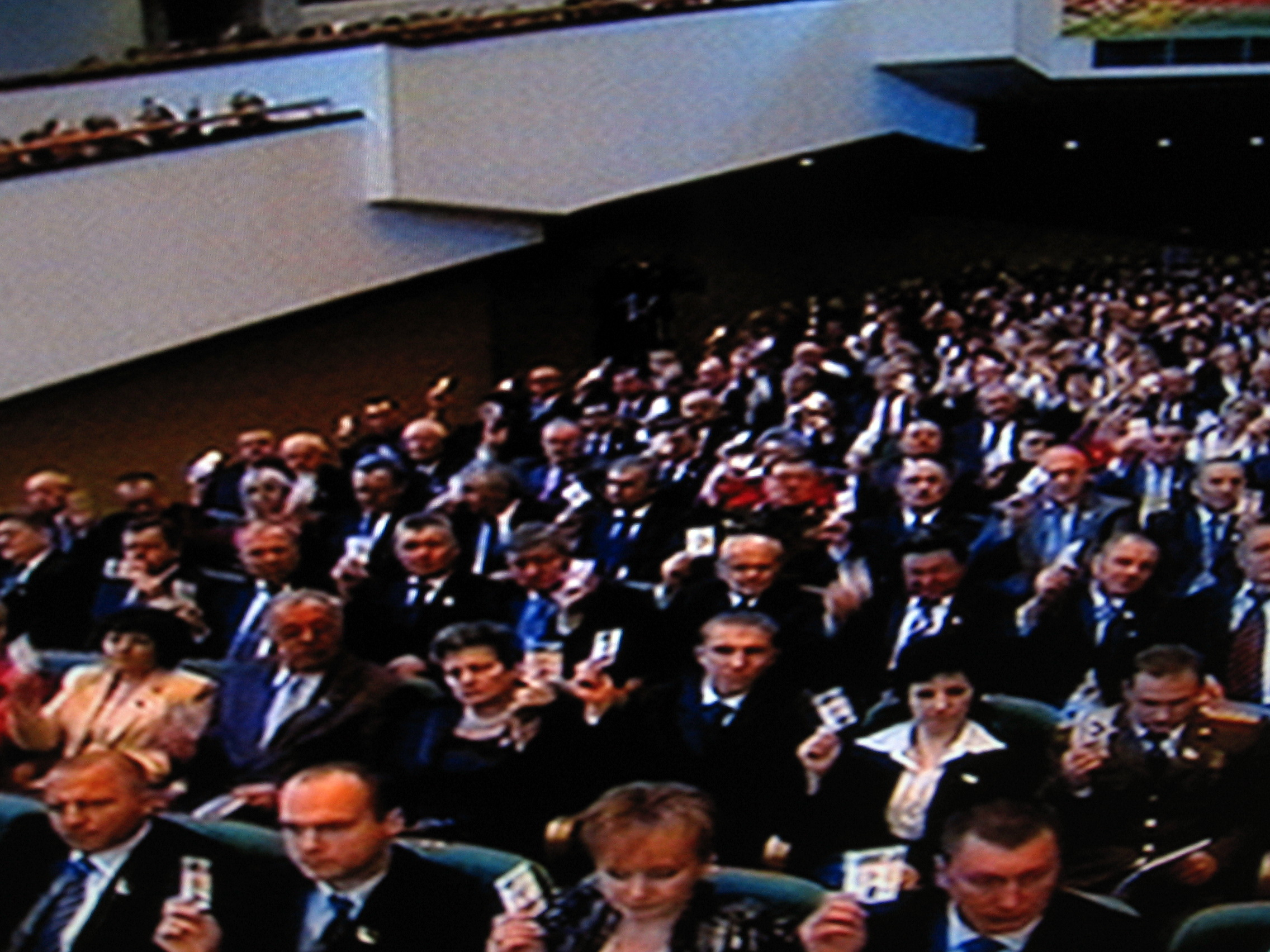
Голосування

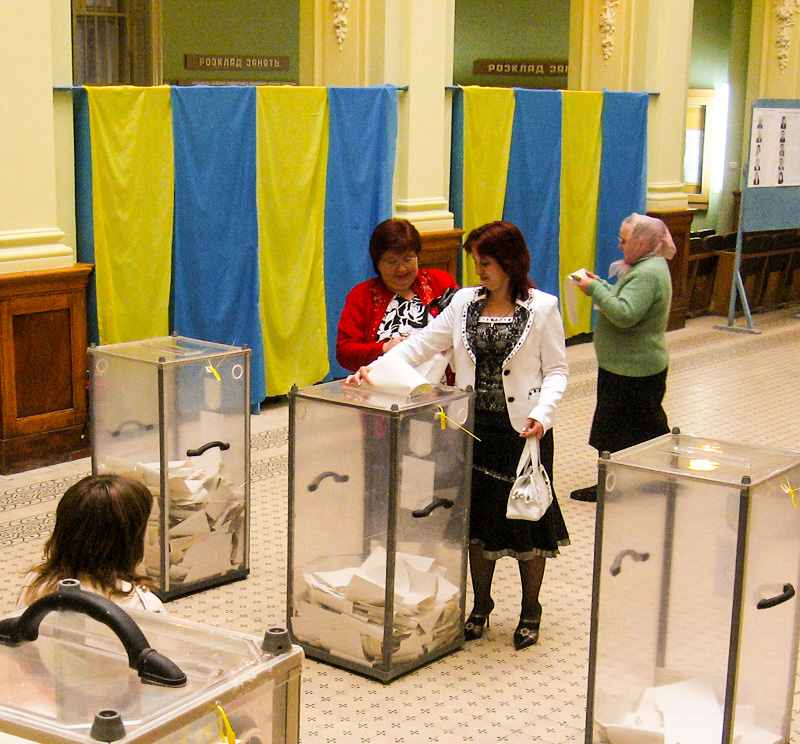
Вибори до Верховної Ради України

Партійна демократія (плебісцитарна, теорія плебісцитарної демократії, мандатна) — 1) модель демократії, за якої безпосереднє волевиявлення народу, його політичний вплив обмежується схемою «схвалити» чи «заперечити». 2) Хейвуд характеризує партійну демократію як принцип розподілу, зосередження влади серед виборних членів партії. 3) це всі види участі народу в політичному житті, з метою здійснення впливу на прийняття рішень (страйки, вибори, мітинги, петиції, накази тощо).

## Найвідоміші представники
Ж.Ж-.Руссо, М Вебер, Б. Гуттенберг, Д. Нолен, Й. Шумпетер

## Головні принципи
- Демократизм
- Плюралізм
- Реалізація ліберально-демократичних цінностей
- Високий рівень правосвідомості
- Правова культура
- Повага до державних інституцій та законів
- Відсутність соціального і правового нігілізму

## Основні положення
Представники партійної демократії обґрунтовують необхідність участі широких верств населення не тільки у виборах своїх представників, у референдумах, зборах, але і безпосередньо в політичному процесі — у підготовці, прийнятті та здійсненні рішень, а також у контролі за їхньою реалізацією. Така участь необхідна, на думку авторів, у всіх областях, і насамперед у тих з них, які мають для громадянина особистісну зацікавленість: на робочому місці, за місцем проживання, у сфері організації дозвілля та інших. У принципі це правильний підхід, бо в суспільстві не існує будь-яких сфер, які були б поза політикою і не допускали демократичної участі. Головними ж цілями партиципації є всебічна демократизація суспільства, а також соціальна емансипація і самореалізація особистості.
До різновидів прямої демократії відносяться теорія і реальна практика плебісцитарної демократії (від слова плебісцит, референдум). Вона схожа з прямою демократією. Відмінності їх у тому, що пряма демократія передбачає участь громадян на всіх найважливіших стадіях процесу владарювання (підготовка, прийняття рішень, контроль за їх здійсненням), а при плебісцитарної — можливості безпосереднього впливу обмежені. Населення на референдумі голосує тільки «за» або «проти», а все інше робиться без нього.
Відповідно до теорії партійної демократії, населення володіє високим рівнем правової і політичної культури та правосвідомості і бере активну участь у державно-політичних процесах, схвалюючи ту чи іншу політичну програму, розділяючи тези її положень або заперечуючи їх, шляхом активної участі у виборчому процесі та виявленні своєї політичної волі шляхом голосування за обрану політичну силу. Оскільки саме політична партія виставляє партійну програму, яка є предметом аналізу та залучення виборців, то вона висуває свого кандидата на виборні пости в органи державної влади, і перемагають ті кандидати, партійні програми яких відповідають інтересам всього народу. Кандидати на виборні посади висуваються від політичних партій які представляють інтереси всього населення або певної соціальної групи, а влада формується шляхом прямих виборів.Механізми захисту інтересів меншості визначаються законами.

## Недоліки партійної демократії
Австро-американський соціолог і економіст Й. Шумпетер розглядав демократію як технологію, що дозволяє народу періодично робити вибір між різними елітами, які конкурують між собою на політичному полі подібно до того, як конкурують підприємці та корпорації на ринку. Проводячи паралель між політичною сферою і ринком, Й. Шумпетер стверджує, що при владі перебувають ті, хто контролює політичний «ринок», а отже, коло центральних політичних проблем визначають не виборці, і взагалі їх вибір обмежений представленими на політичному «ринку» партіями, могутність яких неминуче пов'язане з грошима. Вказуючи на принципову схожість між технологіями реклами товару і політичної агітації, Шумпетер говорить про здатність рекламних технологій штучно створювати попит на певні товари, далеко не завжди дійсно потрібні простому споживачеві. Важлива широта охоплення і якість реклами, що, звичайно, залежить від кількості грошових вкладень.
Аналогічно відбувається і на політичному ринку: пересічному виборцю нав'язують потрібну тієї чи іншої партії або фігурі ідею. Яскравим прикладом такого роду може служити знамените гасло «Землю — селянам!», яке проголошували багато політичних сил початку XX століття, але ніхто так і не здійснив.
За Шумпетером, впливові політичні партії:
- представляють не інтереси народу, а свої власні колективні інтереси;
- кожну партію можна співвіднести з тією чи іншою впливовою елітарної групою та її інтересами;
- вибір народу обмежується найбільш відомими, а значить і економічно сильними партіями,
- народ змушений вибирати між інтересами різних елітарних груп.
- партійна система скорочує можливість контакту виборця та кандидата
- оскільки кандидат висувається за власною ініціативою, то керується виключно власними амбіціями, що зумовлює його стурбованість виключно власними інтересами
- замість сміливого відкритого волевиявлення відбувається введення таємного голосування, що дозволяє реалізувати потенційно небезпечні механізми махінацій та зменшує особисту відповідальність за результат голосування
- професійні виконавці замість професійних політиків
- втрата можливості представлення власних інтересів внаслідок необхідності вибору серед інтересів інших
- партнерство замість боротьби